# 瑟德利盖特
瑟德利盖特，是匈牙利佩斯州所辖的一个村。总面积7.31平方公里，总人口4544，人口密度621.6人/平方公里（2011年1月1日）。